# Diplazium stenocarpum
Diplazium stenocarpum là một loài thực vật có mạch trong họ Woodsiaceae. Loài này được (Mett.) C. Chr. miêu tả khoa học đầu tiên.